# Tomasz Franciszek Czapski
Tomasz Franciszek Czapski, OCist, herbu Leliwa (ur. ok. 1675 w Malborku, zm. 23 kwietnia 1733 w Pelplinie) – opat pelpliński, biskup chełmiński.

## Życiorys
Pochodził z zamożnej i wpływowej w Prusach Królewskich rodziny Czapskich. Syn Franciszka Mirosława podkomorzego malborskiego i Zofii Guldenbolk von Holt.
Święcenia otrzymał z rąk sufragana chełmińskiego F. Bogorii Skotnickiego. W 1701 był proboszczem w Miłoradzu i Kościelnicy na Żuławach (diecezja pomezańska), w tym samym czasie otrzymał godność kanonika chełmińskiego. Od 1702 koadiutor opata pelpliński cystersów, a następnie opat (1702–1733) i generalny komisarz polskiej i litewskiej prowincji tegoż zakonu. Uświetnił kościół opactwa w Pelplinie nowym ołtarzem i amboną. Zbudował także kościół w siedzibie opackiej w Pogódkach koło Starogardu Gdańskiego oraz rezydencję opacką w Pelplinie.
W dziedzinie działalności politycznej był obecny w 1728 i 1730 na sejmiku w Grudziądzu, w 1731 brał udział w radzie senatu, a w 1732 na sejmie i radzie senatu. W czasie bezkrólewia po śmierci Augusta II był obecny na obradach sejmiku generalnego w Malborku.
1 lipca 1726 prekonizowany na koadiutora chełmińskiego przy biskupie Feliksie Kretkowskim. Samodzielne rządy w diecezji objął 5 stycznia 1731. Prowadził gorliwą działalność duszpasterską. Szczególną uwagę poświęcił diecezji pomezańskiej, w której zwizytował wszystkie parafie, wydając zarządzenia reformacyjne dotyczące kultu i zabezpieczenia własności kościelnej. Dwa razy odprawił uroczystą procesję Bożego Ciała w Toruniu. W 1732 ogłosił obszerny list pasterki tzw. processus ad clerum, w którym nakazał odbywanie wizytacji dziekańskich, zwoływanie kongregacji dekanalnych, odprawianie rekolekcji przez duchownych, obowiązek rezydencji. W 1732 dokonał rewizji przywilejów w diecezji i uporządkował sprawy materialne biskupstwa.